# 950
950 (CML) var ett normalår som började en tisdag i den julianska kalendern.

## Händelser

### Okänt datum
- Benedektinerklostret i Cluny byggs om.

## Födda
- Silvester II, född Gerbert d'Aurillac, påve 999–1003 (född detta år, 945 eller 946).
- Gunnor av Normandie, hertiginna av Normandie.

## Avlidna
- Al Farabi, persisk filosof.
- Dharma Mahadevi, indisk drottning